# Фейрберн (Південна Дакота)
Фейрберн (англ. Fairburn) — місто (англ. town) в США, в окрузі Кастер штату Південна Дакота. Населення — 60 осіб (2020).

## Географія
Фейрберн розташований за координатами 43°41′13″ пн. ш. 103°12′31″ зх. д. / 43.68694° пн. ш. 103.20861° зх. д. (43.686941, -103.208692).  За даними Бюро перепису населення США в 2010 році місто мало площу 0,85 км², уся площа — суходіл.

## Демографія
Згідно з переписом 2010 року, у місті мешкало 85 осіб у 39 домогосподарствах у складі 23 родин. Густота населення становила 100 осіб/км².  Було 47 помешкань (56/км²).
Расовий склад населення:
| - 91,8 % — білих - 2,4 % — чорних або афроамериканців - 1,2 % — корінних американців |

До двох чи більше рас належало 4,7 %. Частка іспаномовних становила 1,2 % від усіх жителів.
За віковим діапазоном населення розподілялося таким чином: 23,5 % — особи молодші 18 років, 62,4 % — особи у віці 18—64 років, 14,1 % — особи у віці 65 років та старші. Медіана віку мешканця становила 45,1 року. На 100 осіб жіночої статі у місті припадало 102,4 чоловіків;  на 100 жінок у віці від 18 років та старших — 103,1 чоловіків також старших 18 років.
Середній дохід на одне домашнє господарство  становив 41 284 долари США (медіана — 25 625), а середній дохід на одну сім'ю — 43 658 доларів (медіана — 26 250). 
Цивільне працевлаштоване населення становило 24 особи. Основні галузі зайнятості: мистецтво, розваги та відпочинок — 45,8 %, транспорт — 16,7 %, роздрібна торгівля — 16,7 %.